# Sadun al-Ruayni
Sadun al-Ruayni en árabe: سعدون الرعيني‎) fue valí de Barcelona de 792 hasta el año 800.
Fue nombrado sucesor de Matruh ben Sulayman al-Arabi hacia el año 792 por el emir de Córdoba. Sin embargo, en 796 lideró una revuelta contra el emir y en abril de 797 se entrevistó con Carlomagno ofreciéndole lealtad a cambio de ayuda contra el emir de Córdoba. Pero cuando Carlomagno envió tropas encabezados por su hijo Ludovico Pío a Barcelona no les quiso entregar la ciudad. Sitiado en Barcelona en otoño del 800 por Ludovico, huyó para pedir ayuda, pero fue capturado. Su lugar lo ocupó el cabecilla musulmán Harún, emparentado con la nobleza goda local. 
Tras su captura no se vuelve a saber nada de Sadun.
| Predecesor: Matruh ben Sulayman al-Arabí | Valí de Barxiluna 792-800 | Sucesor: Harún |